# Bergenström (släkter)
Bergenström är namnet på flera svenska släkter. Här tar vi upp två släkter med ursprung i Dalarna respektive Småland.

## Bergenström från Dalarna
Släkten Bergenström från Dalarna är den släkt som ishockeyspelaren Jens Bergenström tillhör. Stammodern Anna Bergenström föddes 1849 i Olsjön, Grangärde socken, Dalarna, som dotter till gruvdrängen Erik Jansson Hag (1816–1851) och hans hustru Anna Stina Tallrot (1817–1907). Anna Bergenström, som hade blivit faderlös före två års ålder, blev den första generationen i sin släkt som hette Bergenström då hon upptog namnet efter sin styvfader arbetaren Erik Gustav Bergenström (1819–1901).

### Stamtavla över kända ättlingar
- Anna Bergenström (1849–1915), senare gift Andersson
  - Erik Bergenström (1873–1944), anrikningsarbetare
    - Erik Bergenström (1919–1994), charkuterist
      - Bo Bergenström (född 1955)
        - Jens Bergenström (född 1980), ishockeyspelare

## Bergenström från Småland
Släkten Bergenström från Småland är en svensk släkt från Kalmar län i Småland. Förste bäraren av namnet i denna släkt är kopparslagaren och gårmakaren Magnus Bergenström i Mörtfors bruk, Misterhults socken i Småland. Han var son till kopparsmedsmästaren Anders Johansson (1720–1784) och Katarina Månsdotter Bergström (1731–1814). Släktens tidigast kände stamfader var enligt släktkalendern bosatt i Ljusnarsberg, Örebro län, varför släkten kallas Bergenström (från Ljusnarsberg) i Svenska Släktkalendern.

### Stamtavla över kända ättlingar
- Magnus Bergenström (1748–1789), kopparslagare och gårmakare, Mörtfors bruk, Småland
  - Gustaf Ernst Bergenström (1785–1847), gruvinspektör
    - Ernst Viktor Bergenström (1823–1903), gruvinspektör
      - Erik Harald Bergenström (1859–1937), major
        - Torsten Bergenström (1893–1960), revisor och reservofficer
          - Gunilla Bergenström (född 1925), gymnastikdirektör, gift med Jan Olof Lundberg, civilingenjör
            - Camilla Lundberg (född 1950), journalist, gift med Janos Solyom, konsertpianist

    - Carl Bergenström (1830–1893), bruksförvaltare
      - Ernst Bergenström (1872–1943), gymnastikdirektör, VD
        - Gullmar Bergenström (1903–1999), jurist, gift med bland andra Pernilla Tunberger, matskribent
          - Marie Bergenström (1938–1972), gift med Hannes Oljelund, TV-man
            - Pernilla Oljelund (född 1962), journalist och författare, varit gift med TV-mannen Stefan Baron

          - Anna Bergenström (född 1940), matskribent, gift med 1) Bo Georgii-Hemming, litteraturvetare, och 2) Nisse Peterson, fotograf
            - Fanny Bergenström (född 1968), fotograf och matskribent

      - Eva Bergenström (1877–1957), gift med Henning Pleijel, fysiker och rektor
        - Åke Pleijel (1913–1989), matematiker